# Дејви (Западна Вирџинија)
Дејви (енгл. Davy) град је у америчкој савезној држави Западна Вирџинија.

## Демографија
По попису из 2010. године број становника је 420, што је 47 (12,6%) становника више него 2000. године.
| Група             | 2000.       | 2010.       |
| Белци             | 372 (99,7%) | 406 (96,7%) |
| Афроамериканци    | 0 (0,0%)    | 11 (2,6%)   |
| Азијати           | 0 (0,0%)    | 0 (0,0%)    |
| Хиспаноамериканци | 0 (0,0%)    | 0 (0,0%)    |
| Укупно            | 373         | 420         |